# Новогиреево (бывший посёлок)
Новогире́ево (Новогирево) — бывший дачный посёлок в Московской области близ платформы Новогиреево, построенный в 1905—1907 годах на землях семьи Торлецких. 
Населённый пункт являлся первым благоустроенным посёлком под Москвой с водопроводом и электричеством в каждом доме, мощёными и освещёнными проспектами и даже собственной конкой. Территория была включена в состав Москвы в 1960 году.

## История

### Деревня Гиреево
Деревня Губино-Гиреево была известна с XVI века. Попеременно она принадлежала Губиным, Шереметевым и Голицыным.
При князе Иване Голицыне в 1714—1718 годы была построена каменная церковь Спаса Нерукотворного образа. 
Храм не имел своего причта и числился приписным к соседней церкви Рождества Иоанна Предтечи в селе Ивановском.
С 1852 года владельцами усадьбы стали Торлецкие (иногда ошибочно пишут Терлецкие). Семья владела усадьбой до Октябрьской революции 1917 года. Владельцами являлись: коммерции советник Александр Логинович Торлецкий (ок. 1795 — 1859), его сын Александр Александрович Торлецкий, Елена Григорьевна Торлецкая (урождённая Терехова, супруга А. А. Торлецкого), внук — Иван Александрович Торлецкий, Елена Васильевна Торлецкая (урождённая Бух, вторая супруга И. А. Торлецкого); с 1911 года — правнук Александр Иванович Торлецкий.

### Посёлок Новогиреево
В начале XX века, достигнув совершеннолетия, вступил в наследство Александр Иванович Торлецкий (род. ок. 1885 года, сын Ивана Александровича Торлецкого 1859 — ок. 1918, внук Александра Александровича Торлецкого, 1828 — ок. 1898 и правнук Александра Логиновича Торлецкого). А. И. Торлецкий получил участок вблизи поместья предков «Старое Гиреево» (Старое Гирево) и, используя близость к Москве, обустроил его.
По воспоминанию Ю. А. Бахрушина, 

старик Торлецкий выделил сыну часть своего имения, так называемое Новое Гиреево. Молодой хозяин прорубил в вековом лесу просеки, нагнал плотников и стал спешно возводить дачи, дабы поправить финансовые дела. Старинная барская усадьба стала быстро превращаться в подмосковную дачную местность— 
.
В 1905—1907 годах Торлецкий провёл ряд важных подготовительных работ. Территория будущего посёлка была распланирована и разделена на участки, была проложена регулярная сеть проспектов, которые были освещены и вдоль которых были устроены водоотводные канавы. Были выстроены общие на посёлок водонапорная башня с электрическими часами, насосная станция, а также собственная небольшая электростанция на жидком топливе. Таким образом, на будущих участках была возможность оборудовать все необходимые удобства: водопровод, электричество и даже телефон.
В 1906 году была издана рекламная брошюра «Описание вновь устроенного посёлка „Новогиреево“ Московской губернии и уезда близ станции „Кусково“, Нижегородской ж.д.», в которой описывались все преимущества посёлка, а также возможности покупки здесь земли для организации дач. К слову, условия были весьма льготные. Допускалась рассрочка платежа за землю на срок до 10 лет под 5 % годовых. Общество с помощью фирмы инженера М. Г. Гейслера также предлагало построить деревянные или каменные дома на земле, купленной собственником, также по льготным ценам и с возможностью оплаты в рассрочку. Возможные проекты домов также были представлены в этой брошюре.
Торлецкий заботился о последующем внешнем виде посёлка и состоянии инфраструктуры. Покупатели земли давали обязательство

а) не возводить и не открывать когда-либо каких-либо питейных или ремесленных заведений, фабричных, заводских и других подобного рода предприятий и зданий, а также заражающих местности и нарушающих покой, б) никогда ничем не загораживать и не застраивать купленной неудобной земли, составляющей дороги и проспекты, обозначенные в плане и предназначенные для общественного пользования, в) не рубить лес, находящийся на проходах между колёсной дорогой и пешеходной тропой, кроме леса, приходящегося против въезда на участок, г) поддерживать в исправности и чистоте против купленных участков тротуары, бульварчики и улицы, парк и пруды, поступающие в пользование, и д) не вырубать на купленном участке более половины, находящегося на нём леса.— 
Сделанные капиталовложения не пропали даром, за первый год была распродана почти половина участков, а за короткое время были проданы все. Многие участки купили представители правления Московско-Казанской железной дороги, завода Дангауэра и Кайзера, фирмы «Гужон» и Кусковского химического завода. Из-за того, что около половины центральных участков были куплены сотрудниками различных германских фирм, новый посёлок в просторечии звали «Немецким».
В 1908 году была открыта собственная платформа «Новогиреево» в 20 минутах езды на поезде от Москвы, располагавшаяся на окраине посёлка у Гиреевского проспекта (позже 5-й). От платформы по Гиреевскому (позже 5-й) и Бароновскому (сейчас Союзный) проспектам была проложена конка, проходившая по самому центру посёлка и предназначенная только для его жителей. Были даже планы соединения посёлка трамваем с Москвой.
Как утверждается в брошюрах Торлецкого, это был первый распланированный и благоустроенный посёлок под Москвой. Там перечисляются следующие преимущества Новогиреева:
- мощённые торцами широкие проспекты с аллеями и скамейками для отдыха,
- электрическое освещение на всех проспектах и собственная электростанция,
- артезианский колодец с насосной станцией,
- телефонная станция,
- возможность подведения электричества, водопровода и телефона в каждый дом,
- собственная железнодорожная платформа,
- конная железная дорога по посёлку,
- общественный парк и пруды,
- круглосуточная охрана посёлка,
- пожарное депо.

25 (12) июля 1909 года в Новогиреево праздновали годовщину основания дачного посёлка. Административно входил в состав Московского уезда.
В результате усилий А. И. Торлецкого к началу Первой мировой войны Новогиреево представляло собой элитный дачный посёлок. Среди его жителей и гостей было немало людей искусства: поэты Константин Бальмонт, Андрей Белый и Владислав Ходасевич, писатель Николай Крашенинников. Уже во время Первой мировой войны Андрей Белый привозил в гости к проживавшей здесь семье Челищевых начинающего поэта Сергея Есенина.

### После 1917 года
После Октябрьской революции 1917 года дачи были национализированы и превращены в коммунальные квартиры, хотя ещё в пору НЭПа в посёлке проживали поэт Константин Бальмонт, певица Елена Катульская, писатель Крашенинников, крестьянский поэт Матвей Ожегов.
После революции проспекты Новогиреева были переименованы, поскольку названия их носили ярко выраженный буржуазный характер (Баронский, Княжеский и др.). Теперь на их месте появились Союзный, Федеративный и Интернациональный проспекты, а также безликие номерные названия: 1-й проспект, 2-й проспект и т. д.
Сначала аптека была в маленьком домике на Союзном проспекте (Баронском проспекте) между Свободным проспектом (бывший 4-й проспект) и 5-м проспектом (Гиреевским проспектом), а в 1934 году она находилась в здании по адресу: Союзный проспект, д. 15а (ныне Музей наивного искусства). На территории Городской клинической больницы № 70 (основана в 1958 г.) были дубравы, а там, где находится родильный дом — фруктовый сад.
Позднее на территории посёлка и Перова поля возник район хибар и бараков, который называли «Шанхаем».
23 ноября 1925 года был создан самостоятельный Ново-Гиреевский сельский совет, до этого Ново-Гиреево входило в состав Кусковского сельского совета, в 1926 году Ново-Гиреевский сельский совет был преобразован в поселковый совет, что означало, что Ново-Гиреево получило статус посёлка.
24 июня 1938 года дачный посёлок Ново-Гиреево был включён в состав города Перово.

### В составе Москвы
В 1960 году посёлок Новогиреево и окружающая местность вошли в состав Москвы при расширении её границ. Посёлок снесли в 1965—1970 годах, а на его месте заново построили современный жилой массив, сохранив при этом сетку улиц, образованную проспектами Новогиреева.
От прежних дач сохранились только две. На углу бывших Баронского и Гиреевского проспектов (ныне Союзный проспект, д. 15а 55°45′00″ с. ш. 37°48′48″ в. д.) стоит кирпичное здание с небольшой башней, выдержанное в стиле модерн, — бывшая дача французского коммерсанта Вертье. Сейчас здесь расположен Музей наивного искусства. А на бывшем Княжеском проспекте (ныне ул. Алексея Дикого, д. 16 55°44′52″ с. ш. 37°48′36″ в. д.) стоит двухэтажный деревянный дом — дача актёра и режиссёра Алексея Дикого, где сейчас расположен его музей.
Память о бывшем посёлке сохраняют названия московского района «Новогиреево», железнодорожной платформы, станции метро и Новогиреевской улицы.

## Упоминания
- Новогиреевская улица появилась в 1966 году в городе Реутов.